# Köves János (labdarúgó)
Köves János, Kvasz (Békéscsaba, 1905. június 14.  – Nyitra, 1970. október 22.) válogatott labdarúgó, csatár, műszerész-segéd. 1930-as Bajnokok Tornája győztes Újpest tagja volt.

## Családja
Kvasz György és Ruda Mária fia. 1930. február 9-én Budapesten, az Erzsébetvárosban feleségül vette Winkler Irmát, akitől 1937-ben elvált.

## Pályafutása

### Klubcsapatban
1927-ben a Hungária csapatában játszott. Innen szerepelt egyszer a válogatottban, 1927-ben. 1929-ben az Újpesthez igazolt, ahol 1931-ig játszott. Két bajnoki cím és egy Bajnokok Tornája győzelem volt a legnagyobb sikere a csapattal. A Bajnokok Tornája döntőjének mind a három gólját ő szerezte.

### A válogatottban
1927-ben egy alkalommal szerepelt a válogatottban a Hungária játékosaként.

## Sikerei, díjai
- Magyar bajnokság
  - bajnok: 1929–30, 1930–31
  - 3.: 1926–27
- Bajnokok Tornája
  - győztes: 1930

## Statisztika

### Mérkőzése a válogatottban
| Magyarország | Magyarország     | Magyarország              | Magyarország | Magyarország | Magyarország  | Magyarország | Magyarország | Magyarország |
| #            | Dátum            | Helyszín                  | Hazai        | Eredmény     | Vendég        | Kiírás       | Gólok        | Esemény      |
| ------------ | ---------------- | ------------------------- | ------------ | ------------ | ------------- | ------------ | ------------ | ------------ |
| 1.           | 1927. június 12. | Budapest. Üllői úti pálya | Magyarország | 13 – 1       | Franciaország | barátságos   | -            |              |
|              | Összesen         |                           |              | 1            | mérkőzés      |              | 0            | gól          |